# جسر خليج تشيسابيك
إن الجسر التذكاري لوليام بريستون لين الابن (الشهير باسم جسر باي) هو جسر مزدوج الامتداد يوجد في الولايات المتحدة في ولاية ماريلاند. يمتد هذا الجسر فوق خليج تشيسابيك، حيث يربط بين منطقة الساحل الشرقي الريفية ومنطقة الساحل الغربي الأكثر تحضرًا. وبلغ طول الامتداد الأصلي للجسر وقت افتتاحه في عام 1952 4.3 ميل (6.9 كم)، حيث كان يعد من أطول الإنشاءات الفولاذية المستمرة فوق الماء. ثم أُضيف الامتداد الموازي في 1973، وأُطلق على الجسر اسم وليام بريستون لين الابن الذي حضر الافتتاح بوصفه حاكم ماريلاند.
ويعد الجسر جزءًا من الطرق في الولايات المتحدة 50 و301 وله دور حيوي في الربط بين كلا الطريقين. وبالنظر إليه كجزء من الطريق رقم 50 بالولايات المتحدة، فإنه يربط بين منطقة بالتيمور وواشنطن الحضرية وأوشن سيتي بماريلاند وغيرها من الوجهات السياحية الساحلية. أما بالنظر إليه كجزء من الطريق رقم 301 بالولايات المتحدة، فإنه يُستخدم كمسلك بديل للمسافرين عبر طريق إنترستيت 95 الواصل بين شمالي ديلاوير وواشنطن العاصمة. وأدى ذلك إلى كثافة الحركة على الجسر واشتهاره بأنه نقطة زحام سير، خصوصًا أثناء ساعات الذروة وفي شهور الصيف.

## نبذة تاريخية

### المقترحات والمعديات
ربما يرجع تاريخ الدراسات التي أجريت حول إمكانية إنشاء جسر عبر خليج تشيسابيك إلى ثمانينيات القرن التاسع عشر. وظهر أول اقتراح في عام 1907، ودُعى إلى إنشاء معبر أرضي بين بالتيمور وشاطيء كولشيستر، وفي الأعوام 1918 و1919 و1926 و1935 كان هناك اقتراحات أخرى تدعو إلى إنشاء جسر في هذا المكان. وفي عام 1927 كُلف مجموعة من رجال الأعمال لتمويل إنشاء معبر بين كولشيستر وبالتيمور. وبالفعل انتهت التصميمات للجسر الجديد ولكن صدر قرار بوقف الإنشاءات عقب أحداث انهيار بورصة وول ستريت 1929.
كانت العبارات تستخدم كوسيلة نقل رئيسية عبر هذا الخليج منذ فترة الاستعمار وحتى الانتهاء من أعمال الجسر. وكانت الخدمة الأولية لها تبدأ من أنابوليس وصولاً إلى برود كريك الواقعة في جزيرة كنت وهو موقع الجسر الحالي نفسه تقريبًا. وفي عام 1919، بدأت شركة العبارات كلايبورن أنابوليس (Claiborne-Annapolis Ferry Company) في تسيير عبارات بين أنابوليس وكلايبورن وهذه الشركة تقع بالقرب من شارع ميتشلز وفي يوليو من العام 1930، افتتحت الشركة طريقًا جديدًا، يربط بين أنابوليس وماتابياك، والملفت في الأمر أنه أقصر من سابقه. وفي عام 1941، انتقلت إدارة العبارات هيئة الطرق بالولاية، وبعد عامين اختصرت الهيئة الطريق واستبدلت محطة ساندي بوينت لتكون الأخيرة الغربية في خط أنابوليس-ماتابياك.

### التشييد
كان اقتراح مجلس شيوخ ماريلاند عام 1938 هو الأول من نوعه في المناداة بإنشاء جسر في المنطقة بين ساندي بوينت وجزيرة كنت. وبرغم تخطي المشروع مرحلة الموافقات، أثّر انشغال الولايات المتحدة بالمشاركة في الحرب العالمية الثانية في تأخير إنجاز الجسر. وبعد أن وضعت الحرب أوزارها في عام 1947، مرر المجلس برئاسة ويليام بريستون لين الابن حاكم نيويورك قرارات توصي هيئة الطرق في الولاية بالبدء في أعمال إنشاء الجسر. ثم كانت عودة الجسر للعمل في 30 يوليو من العام 1952، بعد انهيار أساساته في يناير من العام 1949، ليكون أطول بناء فولاذي مستمر فوق الماء وثالث أطول جسر في العالم. وفي التاسع من نوفمبر عام 1967، خص الحاكم - الذي قضى نحبه في العام نفسه - بالفضل في بناء الجسر، وأصبح اسمه «الجسر التذكاري لويليام بريستون لين الابن» بعد أن أعيدت تسميته رسميًا.

### توسعات عام 1973
نتيجة للزيادة المطّردة في الكثافة المرورية، قرر مجلس الشيوخ بماريلاند في عام 1967 السماح بإنشاء ثلاثة معابر جديدة، سبق اقتراحها جميعًا أثناء دراسة سنة 1964 لخليج تشيسابيك. وتضمنت هذه التوسعات توسعة الجسر قرب بالتيمور، وتوسعة أخرى جنوبي ماريلاند، وإضافة توسيعات على الجسر آنذاك؛ وفي نهاية المطاف وقع الاختيار على المقترح الأخير. وبدأت التوسيعات الجديدة في عام 1969 على الشمال من الامتداد الأصلي، وانتهت في 28 يونيو عام 1973.

### وقائع بارزة

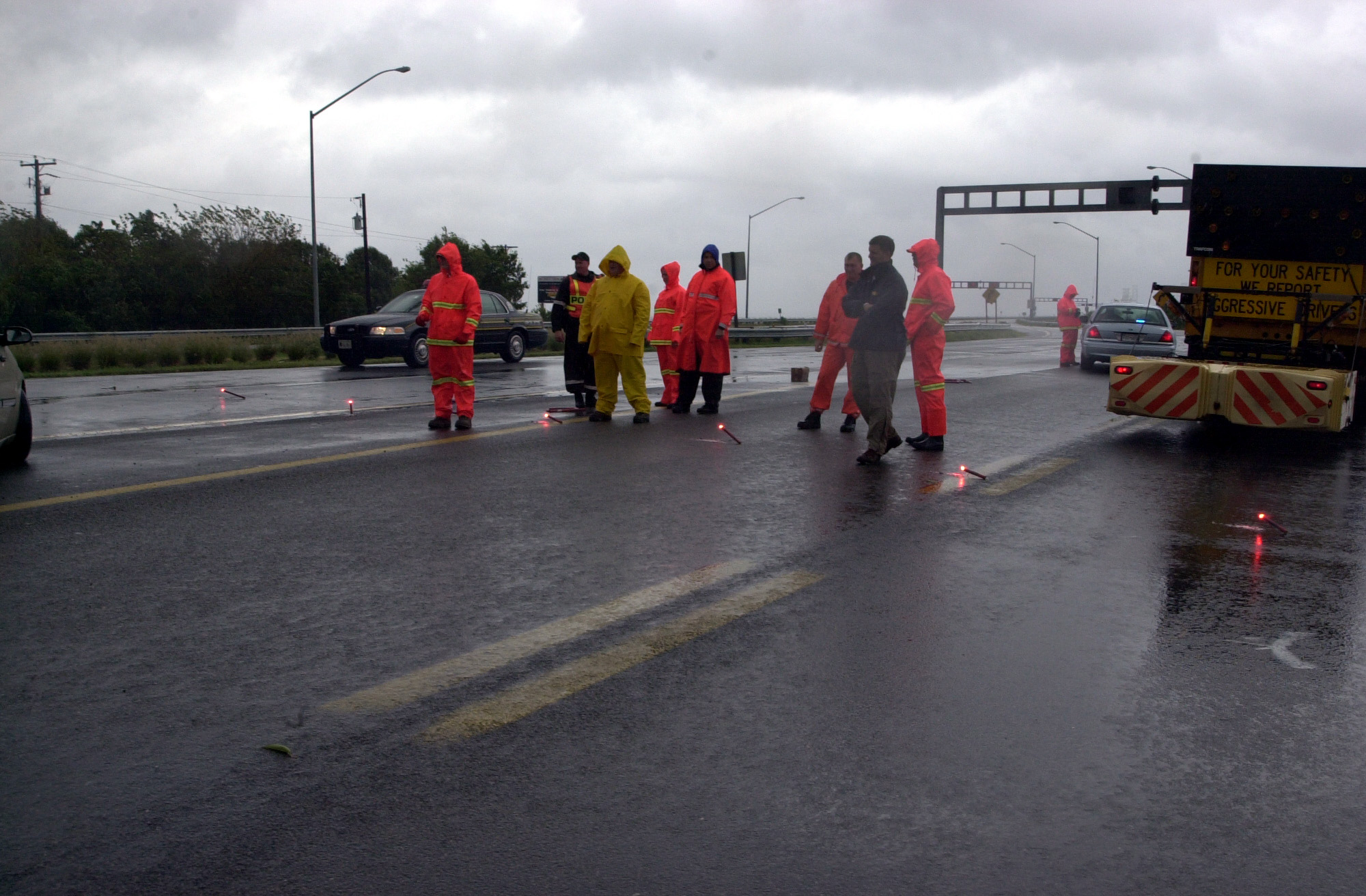
رجال الشرطة يغلقون الطريق المؤدي إلى جسر باي أثناء إعصار إيزابيل نتيجة للرياح الدوّامية.

كان الجسر في سابق عهده مرتعًا للعديد من الحوادث. والخطير في الأمر أن الطريق المؤدي إلى الجسر يتعرض للتوقف أحيانًا أو زحام السير أحيانًا أخرى في أي من جانبي الطريق. ففي 18 سبتمبر سنة 2003، أغلق الجسر اضطراريًا أمام السيارات أثناء إعصار إيزابيل نتيجة للرياح الدوامية، لتسجل أول حادثة يغلق فيها نتيجة لسوء حالة الجو. وبقية الجسور في ماريلاند هي الأخرى صغيرها وكبيرها معرضة للإغلاق أثناء العواصف الشديدة، ومنها على سبيل المثال جسر كنت ناروز.
وفي 10 أغسطس سنة 2008 تعرضت مقطورة جرار لتصادم أمامي أدى لسقوطها في الخليج مما أودى بحياة السائق. وأثار الحادث مخاوف الكثيرين من وجود خلل أمني في بنية الجسر، ولكن هيئة النقل بماريلاند نفت وجود أي مشاكل في بنيته.وأكدت الفحوص بعد ذلك الحادث بأسابيع عن وجود تدهور متمثل في تآكل حديد التسليح في الحواجز، وهذا الأمر استدعى القيام بإصلاحات عاجلة.
وفي 27 أغسطس عام 2011، أُغلق الجسر تمامًا نتيجة إعصار إيرين. حيث أمر مارتن أومالي (Martin O'Malley) حاكم ماريلاند بغلق الجسر بعدما زادت سرعة الرياح عن 55 ميلاً في الساعة. وكانت تلك هي المرة الثانية التي أغلق فيها الجسر بسبب سوء الأحوال الجوية، مع مرتين أغلق فيهما الجسر عام 2003.
وفي 20 يونيو 2012، أُغلق الجسر تمامًا في الاتجاهين الشرقي والغربي للسماح بمرور شحنة من الرافعات الجديدة إلى ميناء بالتيمور. حيث أغلقت هيئة النقل بماريلاند Maryland Transit Administration الجسر لمدة 40 دقيقة بين الساعة 1مساءً و2 مساءً، وذلك تجنبًا لأي حوادث يحتمل وقوعها جرّاء متابعة المسافرين لمرور المعدات من أسفل الجسر والتقارب الشديد بين نهايات الرافعات وبين الجسر.

## المواصفات وعملية التشغيل

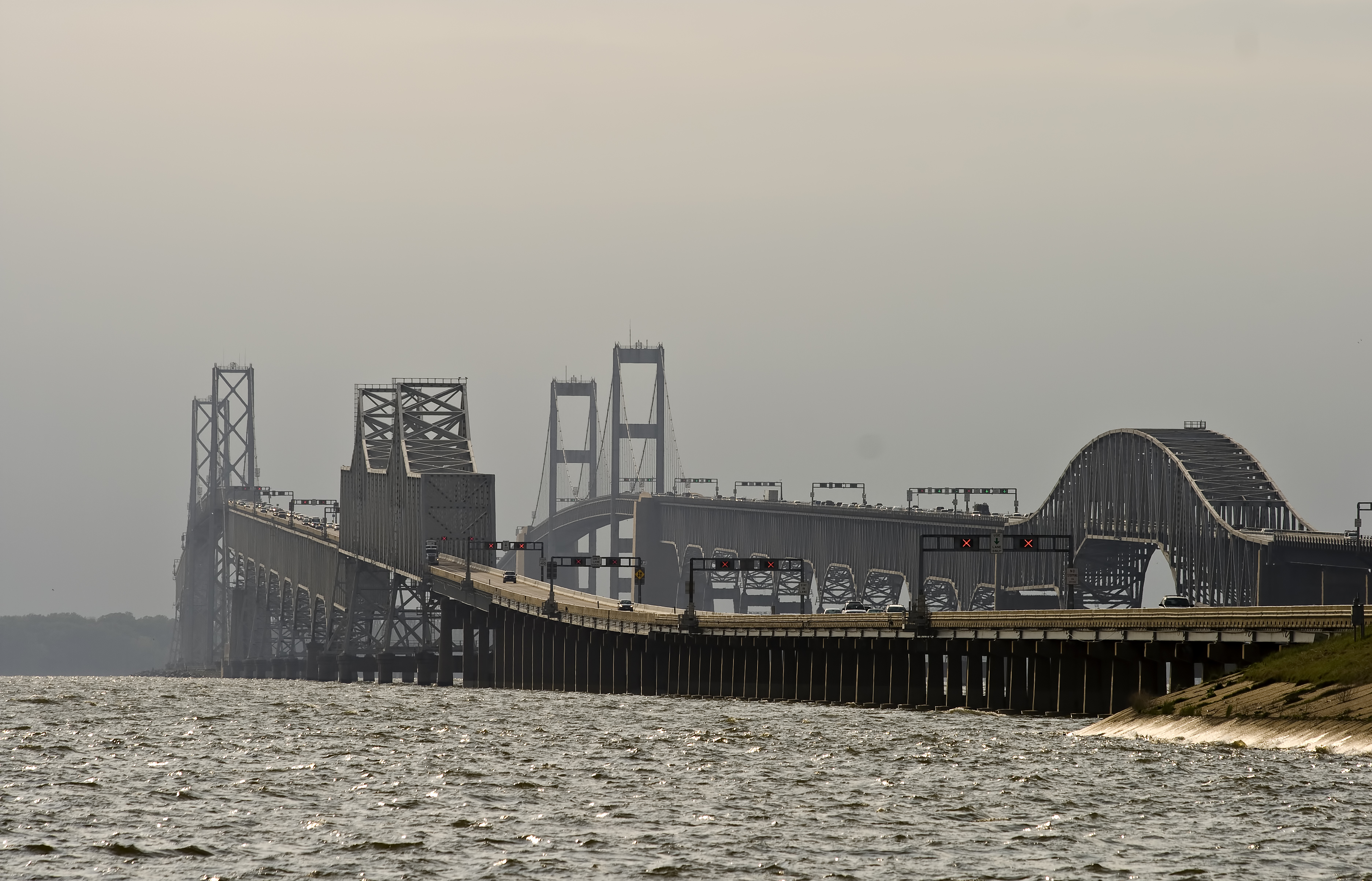
منظر لجانبي الطريق من ناحية مقاطعة كوين آن تظهر الامتداد الأصلي لعام 1952 ومن خلفه الامتداد الحديث لعام 1973.

والمسافة بين الجانبين التي تبلغ ميل (6.97 و 7.00 كم) تجعل امتدادي الجسر من أطول المعابر المثبتة فوق الماء في ماريلاند وتدخله في أطول أبنية ما فوق الماء في العالم. والحافة الغربية للجسر تقع في منتزه ساندي بوينت التابع للولاية الواقع شمالي أنابوليس الواقعة في مقاطعة آن أروندل، وتقع الحافة الشرقية في ستيفنسفيل الواقعة على جزيرة كنت في مقاطعة كوين آن.

### تفاصيل التركيب
يتشابه الامتدادان في تركيبهما باستثناء الاختلاف بينهما في عدد الحارات (حارتان في الامتداد الأصلي وثلاث حارات في الامتداد الجديد) والاختلافات الناتجة عن اختلاف معايير التصميم وقت بنائهما. وكلاهما من تصميم شركة جي إي جرينر (J. E. Greiner Co)، التابعة حاليًا لـ شركة يو آر إس (URS Corporation). يتميز الامتدادان بأنهما:
- امتدادان رئيسيان فوق مجريين للسفن في الخليج.:
  - امتداد طوله 3,200-قدم (975 م) لـمعلق فوق المجرى الغربي بخلوص لا يتجاوز 186 قدم (56.7 م) — بارتفاع كاف ليتسع الخليج لمرور المراكب العابرة والسفن الطويلة
  - جملون تام لامتداد جسر كبولي فوق المجرى الشمالي بخلوص لا يتجاوز 58 قدم (17.7 م)
- جملون ظهر وامتدادات من العوارض الفولاذية بجانب الامتدادات الرئيسية
- وصلات من العوارض الخرسانية على الأجزاء القريبة من الشاطئ.
- منحنى بالقرب من الحافة الغربية مطلوب لكي تستطيع العوارض الرئيسية قطع مجرى السفن في الخليج بزاوية تبلغ 90 درجة حسب ما يفرضه سلاح المهندسين بالولايات المتحدة الأمريكية [20]

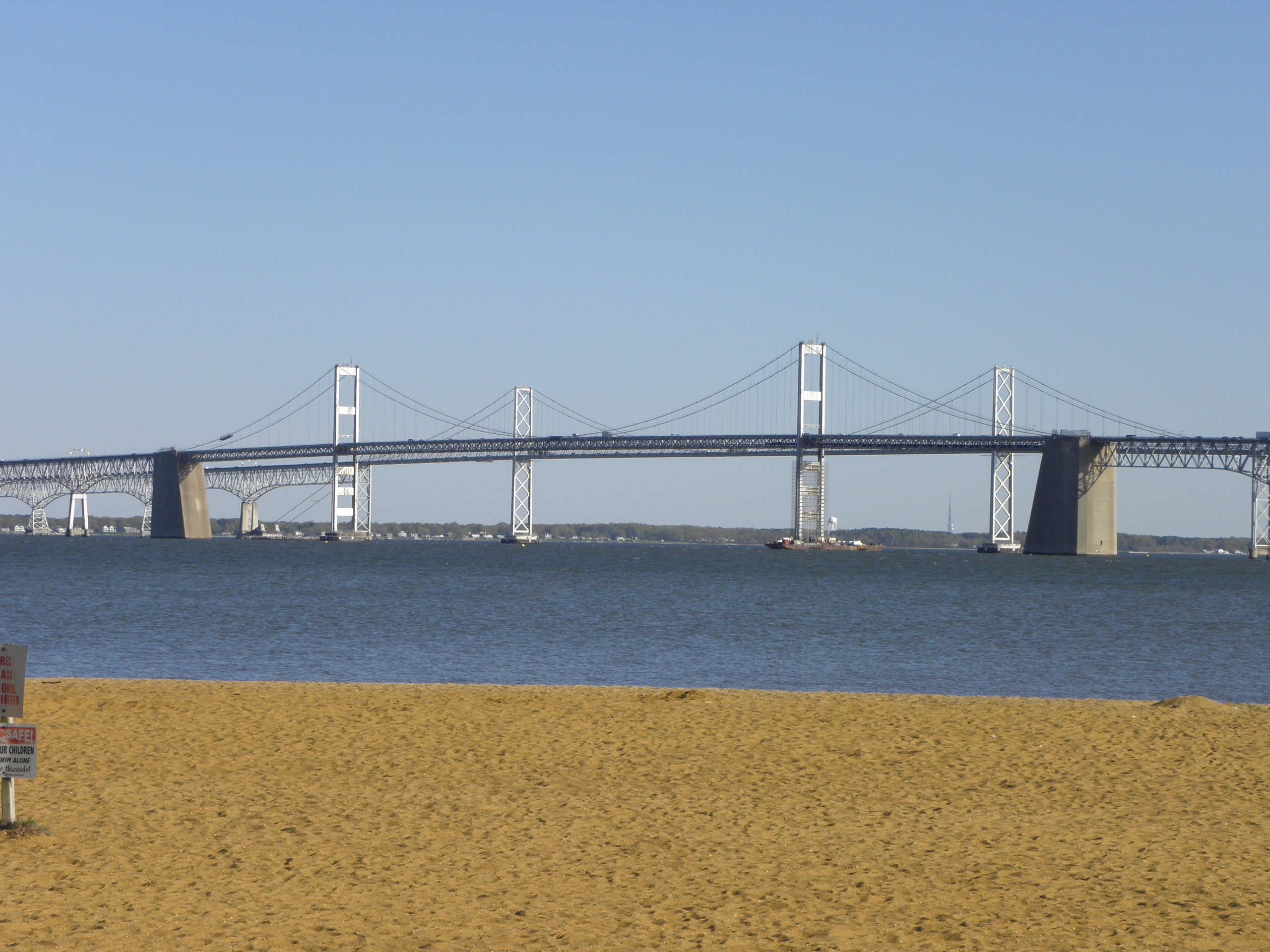
منظر جسر خليج تشيسابيك من منتزه ساندي بوينت التابع للولاية

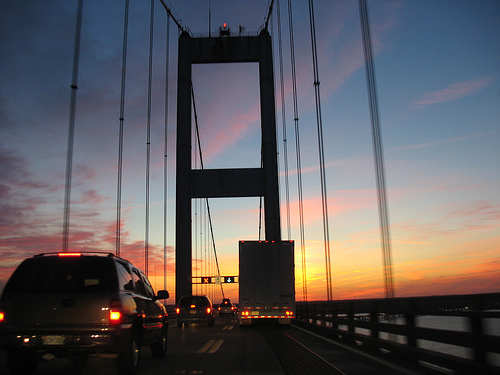
الامتداد الشرقي وقت الغروب. حركة المرور في الاتجاه الغربي متوقفة في أقصى الشمال.

### تنظيم المرور
يمكن تعديل أنماط المرور لممرات الجسر الخمسة من خلال نظام ممر مزدوج، حيث يحتوي هذا الممر على إشارات التحكم العلوية الموجودة على امتدادات الجسر وممراته. عادة، يُخصص الممران في الامتداد الجنوبي للسيارات المتجهة شرقًا لطريق الولايات المتحدة السريع رقم 50 أو المتجهة شمالاً لطريق الولايات المتحدة السريع رقم 301، على الجانب الآخر تُخصص الممرات الثلاثة في الامتداد الشمالي للسيارات المتجهة غربًا لطريق الولايات المتحدة السريع رقم 50 والمتجهة جنوبًا لطريق الولايات المتحدة السريع رقم 301؛ فمن ثم تشير الامتدادات إلى «الامتداد المتجه شرقًا» و«الامتداد المتجه غربًا»، على التوالي. إضافة إلى ذلك، يتغير هذا النمط في حالة وجود حوادث أو في أوقات الذروة عند السفر: على سبيل المثال، في بداية عطلة نهاية الأسبوع، يوجد تكدس كبير في حركة المرور المتجهة إلى الشاطئ، لذا يُخصص الامتداد المتجه غربًا لحركة المرور المتجهة شرقًا.
في بداية العام 2006، وضعت العلامات ذات اللون الوردي على طول الامتداد المتجه شرقًا لتحديد المسافة التالية المقترحة، على غرار الأنظمة المستخدمة في مينيسوتا وبنسيلفانيا. تعتبر هذه العلامات جزءًا من حملة «لنتقدم بطرقنا» التابعة لهيئة النقل بولاية ماريلاند لمنع حوادث السيارات وزحام السير الناجمين عن نظام تتبع السيارات على الجسر.

### رسوم المرور
يتكون الجسر من اتجاه واحد (اتجاه شرقي) حيث تقدر الرسوم بـ 4 دولارات للسيارات ذات المحورين؛ أما السيارات التابعة لـ نظام جمع رسوم المرور إليكترونيا والمسجلة في خريطة ركاب جسر الخليج فتدفع رسوم قدرها 1 دولار، حيث تُشغل بواسطة هيئة النقل لولاية ماريلاند.
أبرمت هيئة النقل بولاية ماريلاند عقودًا مع الشركات الخاصة لتسهيل عملية المرور عبر الجسر للسائقين ممن يعانون من التوتر (من يعانون من رهبة الجسور) وراكبي الدرجات؛ وتقدر الرسوم بـ 25 دولار و30 دولار لهؤلاء السائقين وراكبي الدرجات، على التوالي.

## السير والعدو على جسر الخليج
حيث إنه لا يوجد أي وسيلة للسير على الجسر، فقد وفرت إدارة تنظيم ممارسة السير والعدو على الجسر وسيلة لعبور الجسر مشيًا على القدمين، وعادة ما يحدث ذلك في الأحد الأول من مايو. تقع فعاليات هذا الحدث في الامتداد المتجه شرقًا، حيث يتم غلقه أمام السيارات ويُعوض عنه بالامتداد المزدوج المتجه غربًا. يبدأ المشاركون من نهاية الجسر الشرقية (في جزيرة كنت) حيث يتجهون غربًا حتى النهاية بالقرب من نقاط تحصيل الرسوم. توفر هيئة النقل للتجمع الحضري بواشنطن (WMATA) وهيئة النقل بماريلاند الحافلات لنقل المشاركين بين المناطق النائية ونقاط البداية والنهاية.
يبدأ سباق العدو لمسافة 10 كيلو عبر الكوبري في الصباح المبكر قبل سباق المشي. حيث يدير هذا الحدث أنابوليس سترايدرز (Annapolis Striders)، وهي منظمة محلية خاصة بسباق العدو، وتديرها هيئة النقل بولاية ماريلاند وإدارة الموارد الطبيعية بولاية ماريلاند. وتُقدم العائدات لصالح أمانة خليج تشيسابيك كوسيلة من وسائل الدعم للخليج.
نُظم أول سباق للمشي في عام 1975، بمقتضى الطلب المقدم من قائد الكشافة في توسون (Towson) لحاكم ولاية ماريلاند مارفن ماندل (Marvin Mandel) بالسماح لفرقة الكشافة بسباق المشي عبر الجسر في الوقت الذي تم فيه غلقه لأعمال الصيانة. أُلغي سباق المشي السنوي للمرة الأولى في عام 1980 نتيجة للأحوال الجوية السيئة، وبعد ذلك شهد العقد الأول من الألفية الثانية توقفات عديدة للسباق. حيث أُلغي سباق المشي خلال هذه الفترة:
- من عام 2002 حتى عام 2007 نتيجة للأحوال الجوية السيئة.[28][29]
- ومن عام 2003 حتى عام 2005 بسبب المخاوف الأمنية.[29]
- ومن عام 2008 حتى عام 2009 بسبب تنظيم بعض النشاطات للعامة في المنطقة على الجانب الغربي من الجسر.[30] وقد كانت المخاوف الأمنية عاملًا أساسيًا في إلغاء الحدث في عام 2010.[31]
- وفي 2011 أيضًا بسبب المخاوف المالية.[32]
- وفي عام 2012 لأسباب مجهولة.[33]

وعقب إلغاء الحدث في عام 2005، درست هيئة النقل بولاية ماريلاند موضوع انخفاض الوتيرة السنوية للحدث، مستشهدةً بالمخاوف المرورية والمالية والطاقة البشرية، إضافة إلى المخاوف الأمنية. تكلف الحدث الأخير (في عام 2006) 350,000 دولار، وفي عام 2012 حوالى 400,000 دولار. في أواخر عام 2011، قدمت منظمة الشئون الرياضية بواشنطن (GWSA) اقتراحًا للجنة المالية بهيئة النقل بولاية ماريلاند لرعاية الحدث، إضافة إلى عقد حفل موسيقي في منتزه ولاية ساندي بوينت، وذلك دون أي تكلفة من هيئة المواصلات بولاية ماريلاند. وأوصت اللجنة المالية بالإجماع على موافقة مجلس هيئة النقل بولاية ماريلاند على الاقتراح ويتوقف ذلك على طبيعة الاتفاق بين منظمة الشئون الرياضية بواشنطن وهيئة المواصلات بولاية ماريلاند، وفي نهاية المطاف أُلغي الحدث في عام 2012.

## التأثير

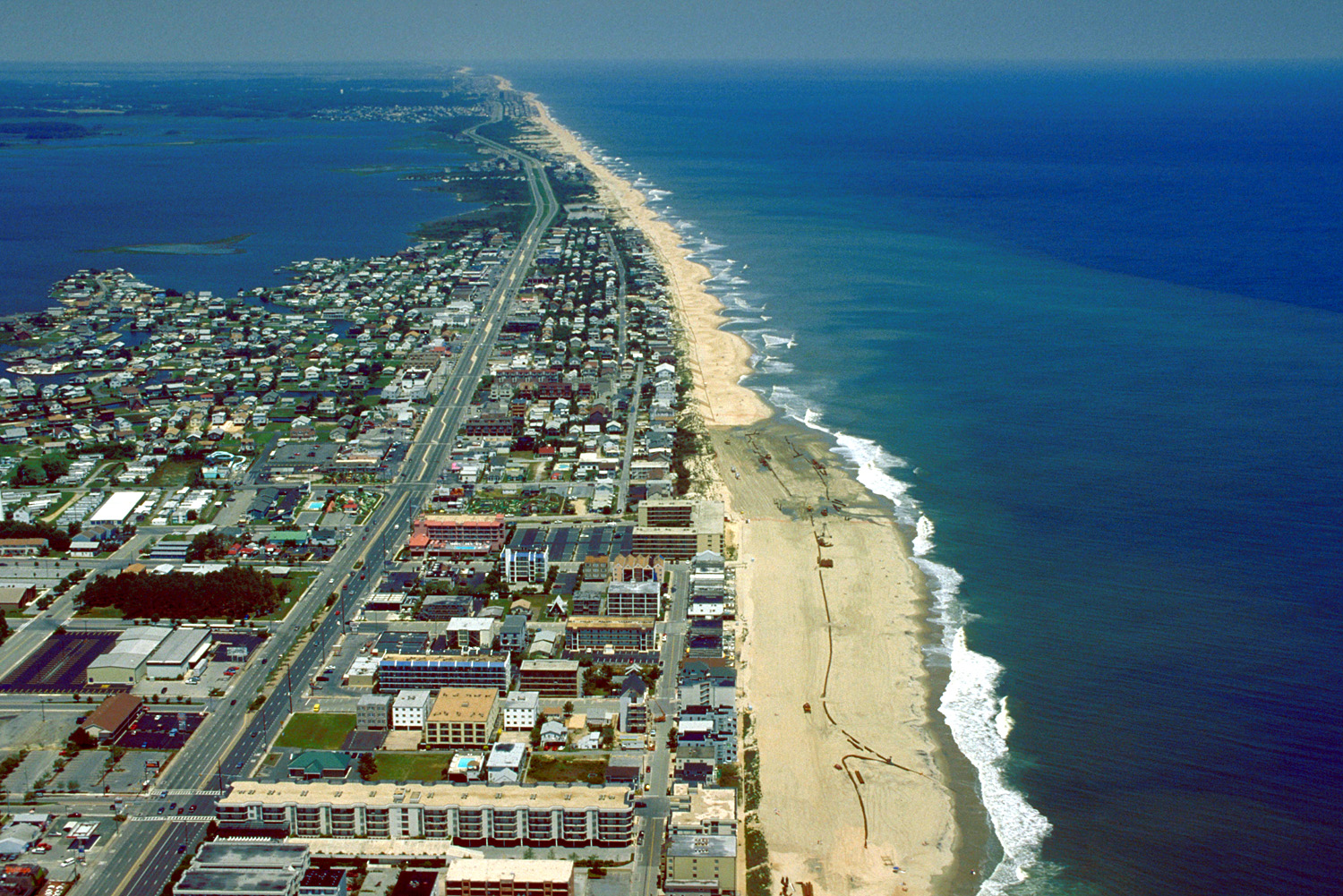
في فترة ما بعد انتهاء الصيانة في الجسر، شهدت مدينة أوشن سيتي (الموضحة في الصورة) نموًا كبيرًا.

فمنذ إنشائها، أحدث الجسر تأثيرًا كبيرًا على جانبي الخليج، من بين ذلك تولد مجتمعات جديدة في الشاطئ الغربي. عندما اُفتتح الجسر في عام 1952، وحين افتتاحه للمرة الثانية عند إضافة الامتداد الثاني في عام 1973، استطاع المارة العبور من الشاطئ الغربي وصولًا إلى بالتيمور وواشنطن، مما أحدث تطورًا في مقاطعة كوين آن على أنها بلدة مسافرين. ويرجع الفضل لامتداد ضواحي بالتيمور-واشنطن في إدراج مقاطعة كوين آن ضمن أعضاء منطقة بالتيمور وواشنطن الحضرية. وقد سهل الجسر أيضًا عملية الوصول إلى مدينة أوشن سيتي من الشاطئ الغربي لولاية ماريلاند حيث ساعد في تطوير مدينة أوشن سيتي من بلدة صغيرة إلى ثاني أكبر مدينة في ولاية ماريلاند في فصل الصيف وفقًا لما ورد من أقاويل.
في عام 1948، ومع بدء العد التنازلي لاكتمال الجسر، أُنشئ طريق الولايات المتحدة السريع رقم 50 حتى مدينة أوشن سيتي. حيث امتد الطريق على طول الممر من طريق ماريلاند السريع رقم 404 وصولاً إلى جزء كبير من طريق الولايات المتحدة السريع رقم 213 حيث قطع مسافات هذه الطرق مرة أخرى. وفي فترة الخمسينيات، تغير مسار طريق الولايات المتحدة السريع رقم 50 على الشاطئ الغربي لولاية الماريلاند بعد دراسة المقترحات العديدة المتعلقة بالطريق السريع بين أنابوليس وواشنطن (والمعروف في الوقت الحالي بطريق جون هانسون السريع)، حيث تم بنائه بغرض سهولة الوصول للجسر. في الشاطئ الغربي لولاية الماريلاند، وخاصة في مدينة أوشن سيتي حدثت تطورات وتنظيمات كبيرة في طريق الولايات المتحدة السريع رقم 50. ضم هذا العمل إتمام مراحل العمل في امتداد جسر الخليج الثاني السابق ذكره في عام 1973، وطريق الولايات المتحدة السريع رقم 50 المتجه شرقًا نحو تقاطع الولايات المتحدة 50/301 في كوينز تاون، وطريق الولايات المتحدة السريع رقم 50 من ممر سالزبوري (Salisbury Bypass) في عام 2003. إضافة إلى تطوير الطريق ورصفه على مر السنين وصولًا به إلى طريق منقسم يتكون من أربعة امتدادات بدلًا من امتدادين، إضافة إلى الجزء الأخير الموجود في فيينا الذي تم افتتاحه للمارة في عام 1991. بحلول عام 2008، حدثت تطورات كبيرة في طريق الولايات المتحدة السريع رقم 50، بما في ذلك مد منطقة الجزء السريع إلى مقاطعة كوين آن للطريق رقم 404 خارج واي ميلز وإحلال وتجديدجسر هاري دبليو كيلي التذكاري في مدينة أوشن سيتي.

## التوسعات المستقبلية

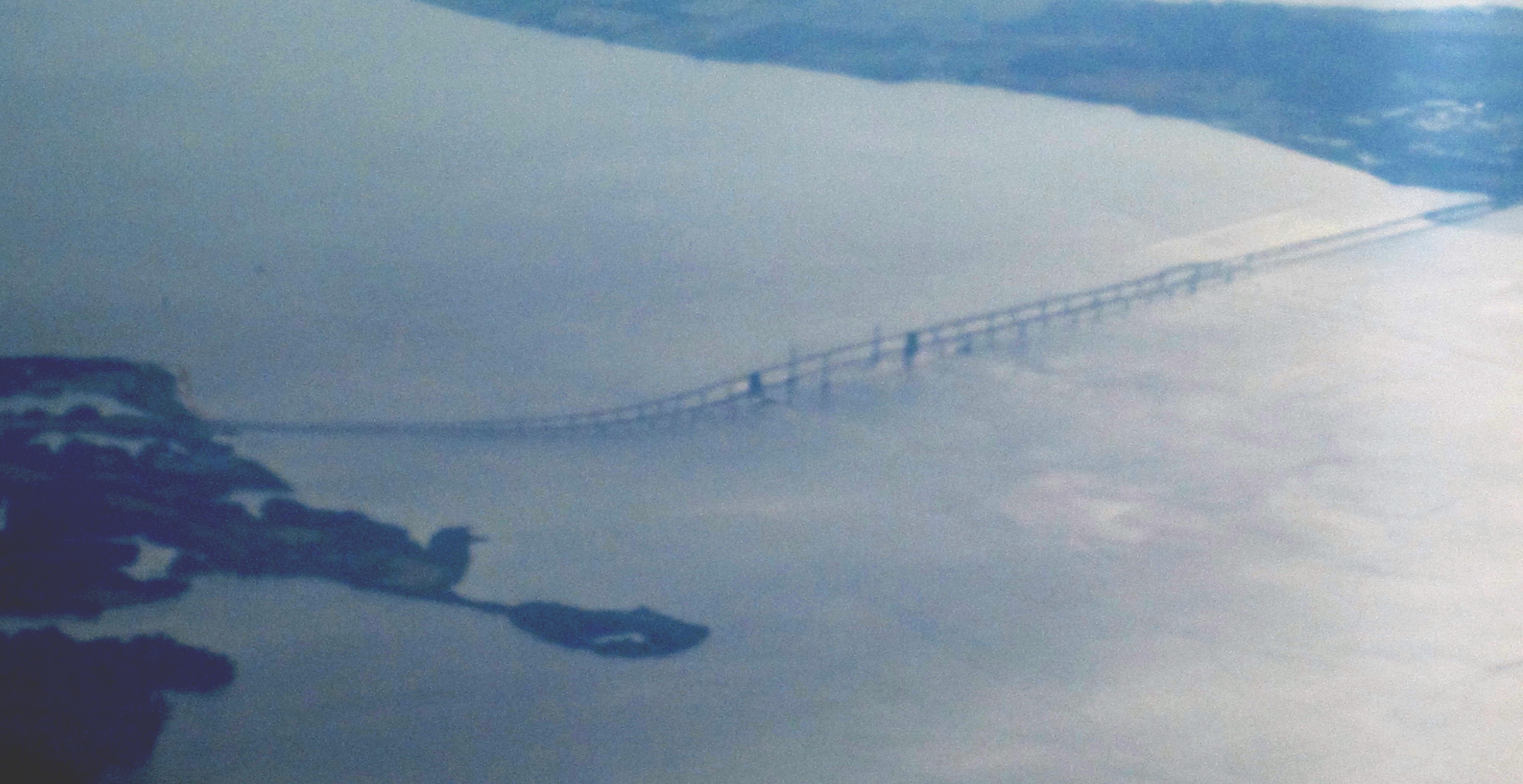
منظر لجسر باي من الهواء

في ديسمبر عام 2004، أجريت دراسة توضح أنه بحلول عام 2025، سوف تزداد نسبة الحركة المرورية عبر الجسر 40%. وفي العام التالي، اجتمع فريق عمل تحت رئاسة حاكم ماريلاند روبرت إيرليتش (Robert Ehrlich) لإيجاد وسيلة لإنشاء معبر جديد في خليج تشيسابيك. وتوصل فريق العمل إلى أن هذا الجسر هو أفضل خيار لإنشاء المعبر الإضافي، حيث تم عمل استكشاف لأربعة مواقع جغرافية لهذا الجسر: مقاطعة بالتيمور حتى مقاطعة كنت ومقاطعة آن أروندل حتى مقاطعة كوين آن (الموقع الحالي) ومقاطعة آن أروندل أو مقاطعة كالفرت حتى مقاطعة تالبوت ومقاطعة كالفرت حتى مقاطعة دورشيستر. وفي نهاية عام 2006، أعلن فريق العمل تقريره حول الدراسة ولكنهم لم يتوصلوا إلى الاقتراح الأخير؛ حيث طلب أعضاء فريق العمل مدة زمنية إضافية لإتمام الدراسة.

## وصلات خارجية
- جسر خليج تشيسابيك  على موقع ستركتر